# Гней Сентий Сатурнин (консул-суффект 4 года)
Гней Се́нтий Сатурни́н (лат. Gnaeus Sentius Saturninus; умер после 21 года) — государственный и политический деятель эпохи ранней Римской империи, консул-суффект 4 года.

## Биография
Сатурнин происходил из плебейского рода Сентиев из лацийского города Атина. Его родным отцом являлся ординарный консул 19 года до н. э. Гай Сентий Сатурнин, а старшим братом — ординарный консул 4 года Гай Сентий Сатурнин. 
В 4 году Гней, совместно с Гаем Клодием Лицином, занимал должность консула-суффекта. В 19 году Сатурнин стал легатом-пропретором Сирии вместо Гнея Кальпурния Пизона, подозреваемого в убийстве Германика. По крайней мере, до 21 года он оставался наместником этой провинции.

## Потомки
Сыном Гнея Сентия был ординарный консул 41 года Гней Сентий Сатурнин.